# (8134) Minin
(8134) Minin (1978 SQ7) – planetoida z pasa głównego asteroid okrążająca Słońce w ciągu 3,78 lat w średniej odległości 2,43 au. Odkryta 26 września 1978 roku.